# Peter Lorenz

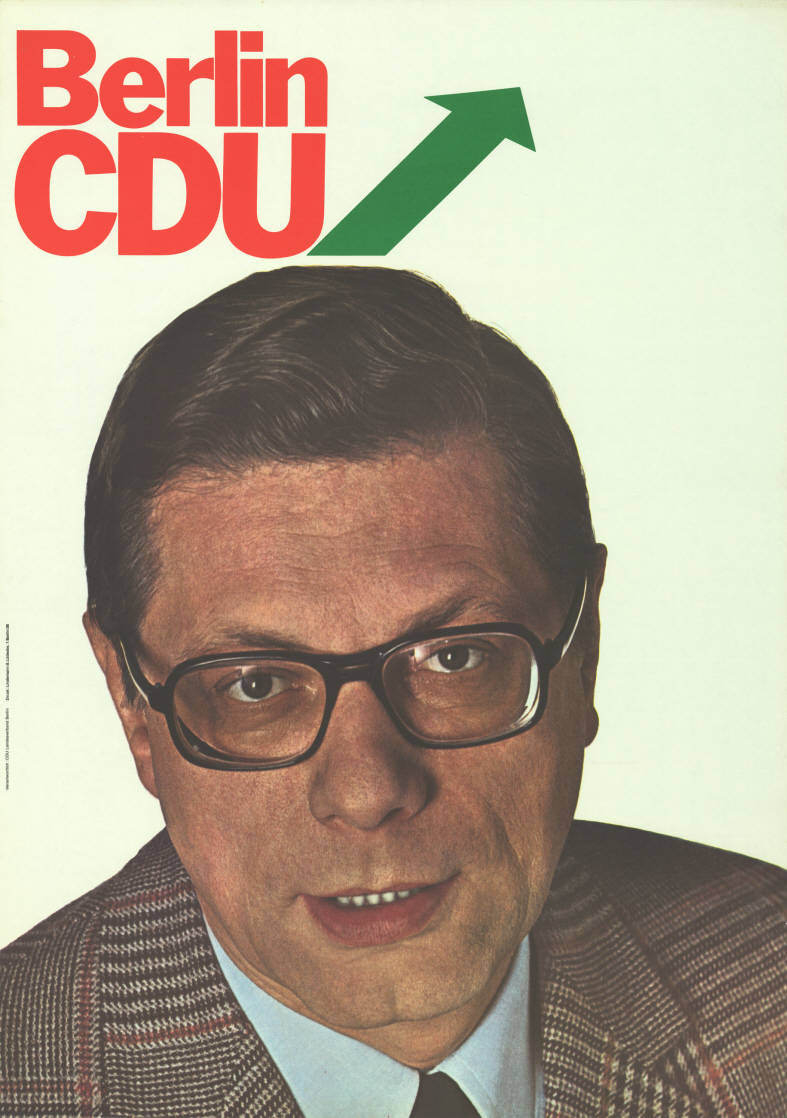
Kandidatenplakat zu den Abgeordnetenhauswahlen in West-Berlin 1971

Peter Lorenz (* 22. Dezember 1922 in Berlin; † 6. Dezember 1987 in West-Berlin) war ein deutscher Politiker (CDU). Er war von 1969 bis 1981 Landesvorsitzender der Berliner CDU und von 1982 bis 1987 Parlamentarischer Staatssekretär beim Bundeskanzler und Bevollmächtigter der Bundesregierung in West-Berlin. Am 27. Februar 1975, drei Tage vor der Wahl zum Abgeordnetenhaus von Berlin 1975, wurde er von Mitgliedern der Terrororganisation Bewegung 2. Juni entführt.

## Leben

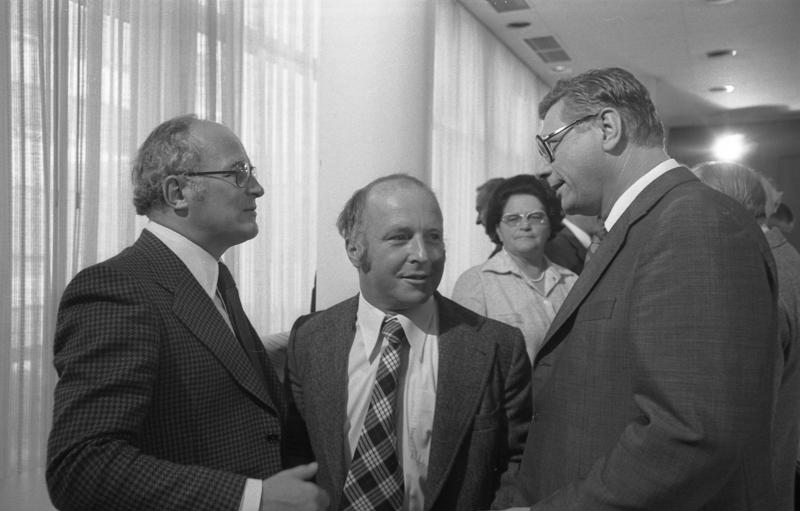
Lorenz (r.) 1976 neben Rainer Barzel (l.) und Norbert Blüm (M.)

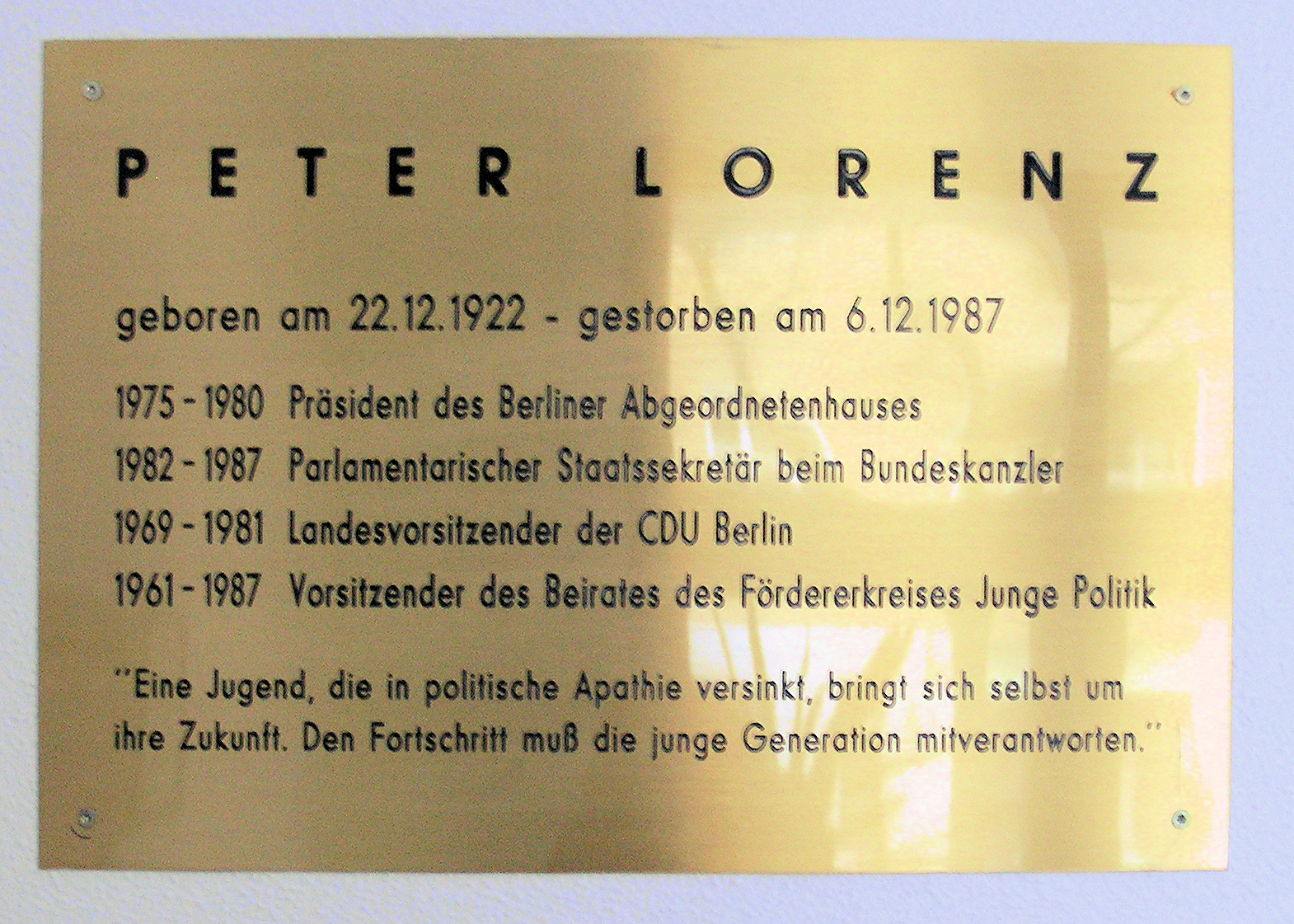
Gedenktafel im Haus Steifensandstraße 8, in Berlin-Charlottenburg

Nach dem Abitur 1941 leistete Lorenz Reichsarbeitsdienst und Kriegsdienst. Als Soldat überlebte er die Schlacht von Stalingrad. Nach Kriegsende arbeitete er zunächst als Sachbearbeiter beim Magistrat von Berlin und dann ab 1947 als freier Journalist. 1949 war Peter Lorenz in der Kampfgruppe gegen Unmenschlichkeit (KgU) aktiv. Er absolvierte schließlich ein Studium der Rechtswissenschaft an der Humboldt-Universität zu Berlin und der Freien Universität Berlin, welches er 1952 mit dem ersten und 1956 mit dem zweiten juristischen Staatsexamen beendete. An der Freien Universität Berlin war er zeitweise Vorsitzender des Studentenparlaments. Seit seinem Abschluss war er als Rechtsanwalt zugelassen. Ab 1965 war er auch Notar. Von 1967 bis 1977 arbeitete er als Justitiar des RIAS Berlin. Er erhielt auch einen Ehrendoktortitel.
Peter Lorenz war verheiratet und hatte zwei Kinder. Er starb im Dezember 1987 im Alter von 64 Jahren an Herzversagen. Seine letzte Ruhestätte befindet sich auf dem Evangelischen Friedhof Nikolassee (Abt. PI-1/2). Das Grab ist seit 1997 als Berliner Ehrengrab gewidmet.

## Politik

### Partei
Am 16. Juni 1941 beantragte er die Aufnahme in die NSDAP und wurde zum 1. September desselben Jahres aufgenommen (Mitgliedsnummer 8.567.218), ab 1945 war er Mitglied der CDU. Hier engagierte er sich zunächst in der Jungen Union, deren erster Landesvorsitzender in Berlin er von 1946 bis 1949 war. 1953 übernahm er das Amt erneut für kurze Zeit. Von 1950 bis 1953 war er außerdem stellvertretender Bundesvorsitzender der Jungen Union.
Er setzte sich Ende der 1940er Jahre für die Gründung der Freien Universität Berlin ein, nachdem es den kommunistischen Machthabern (der SED und der SMAD) in Ost-Berlin gelungen war, die Humboldt-Universität unter ihren Einfluss zu nehmen und dagegen protestierende Studenten und Lehrkräfte mit verschiedenen Methoden auszuschalten.
1961 wurde er zum Zweiten Vorsitzenden der Berliner CDU gewählt und war von 1969 bis 1981 schließlich Landesvorsitzender der CDU in Berlin. Von 1971 bis 1981 war er außerdem Mitglied im CDU-Bundesvorstand.
Bei den Wahlen zum Berliner Abgeordnetenhaus in den Jahren 1971 und 1975 war er als Spitzenkandidat der CDU Herausforderer des Regierenden Bürgermeisters Klaus Schütz (SPD). Die CDU wurde bei der Wahl im Jahre 1975 zwar erstmals stärkste Fraktion im Abgeordnetenhaus, Regierender Bürgermeister blieb aber Klaus Schütz, der sich auf die Mehrheit der Stimmen einer Koalition aus SPD und FDP stützen konnte.

### Abgeordneter
Lorenz gehörte von 1954 bis 1980 dem Abgeordnetenhaus von Berlin an. Hier war er sogleich auch Vorstandsmitglied der CDU-Fraktion, dann von 1967 bis 1975 Vizepräsident und von 1975 bis 1980 Präsident des Abgeordnetenhauses von Berlin. Ihm folgte Heinrich Lummer nach.
Von 1976 bis 1977 sowie von 1980 bis zu seinem Tod war er als Berliner Abgeordneter Mitglied des Deutschen Bundestages. Hier war er von 1980 bis 1982 Vorsitzender der Arbeitsgruppe Innerdeutsche Beziehungen und Berlinfragen der CDU/CSU-Bundestagsfraktion.

### Parlamentarischer Staatssekretär
Nachdem Helmut Kohl am 1. Oktober 1982 zum Bundeskanzler gewählt worden war, wurde Lorenz zum Parlamentarischen Staatssekretär beim Bundeskanzler und Bevollmächtigten der Bundesregierung in Berlin ernannt. Nach der Bundestagswahl 1987 schied er am 12. März 1987 aus dem Amt.
Siehe auch:

Kabinett Kohl I – Kabinett Kohl II

## Entführung

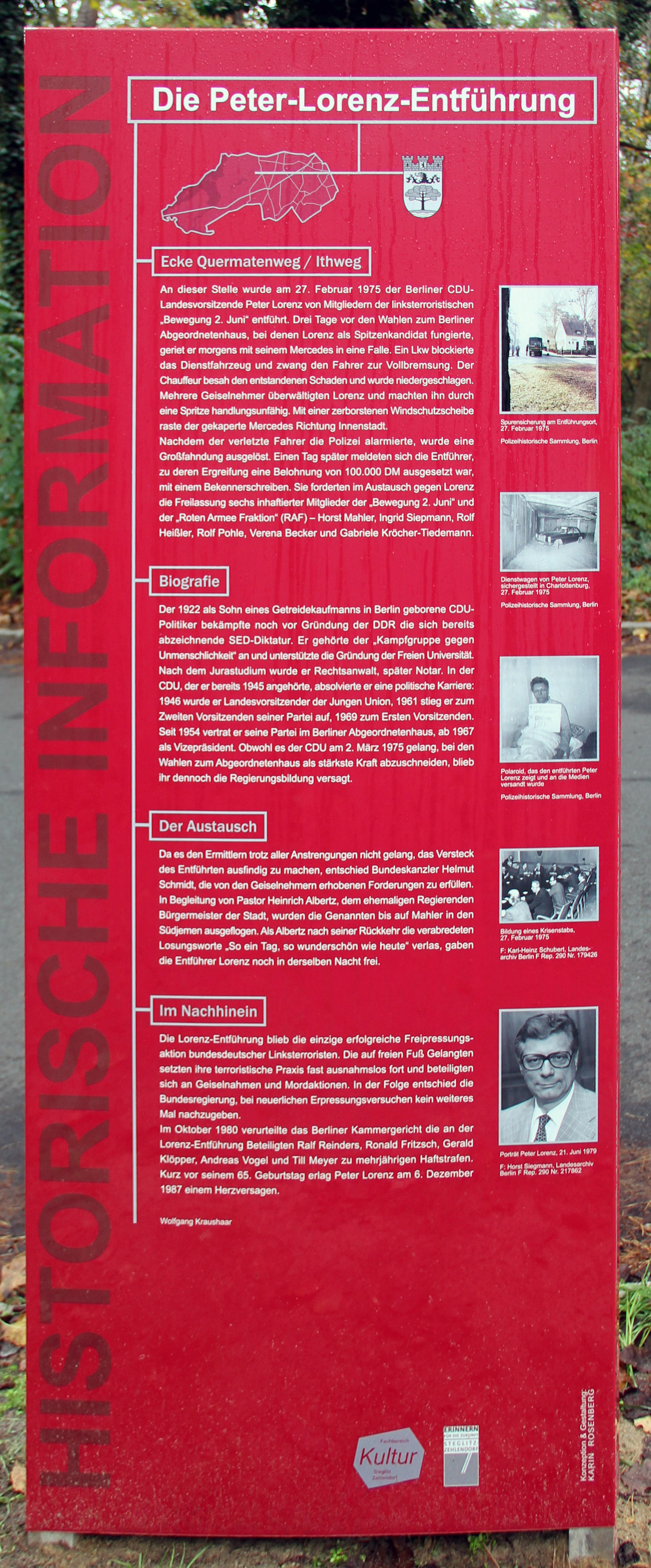
Gedenktafel am Quermatenweg 128, in Berlin-Zehlendorf

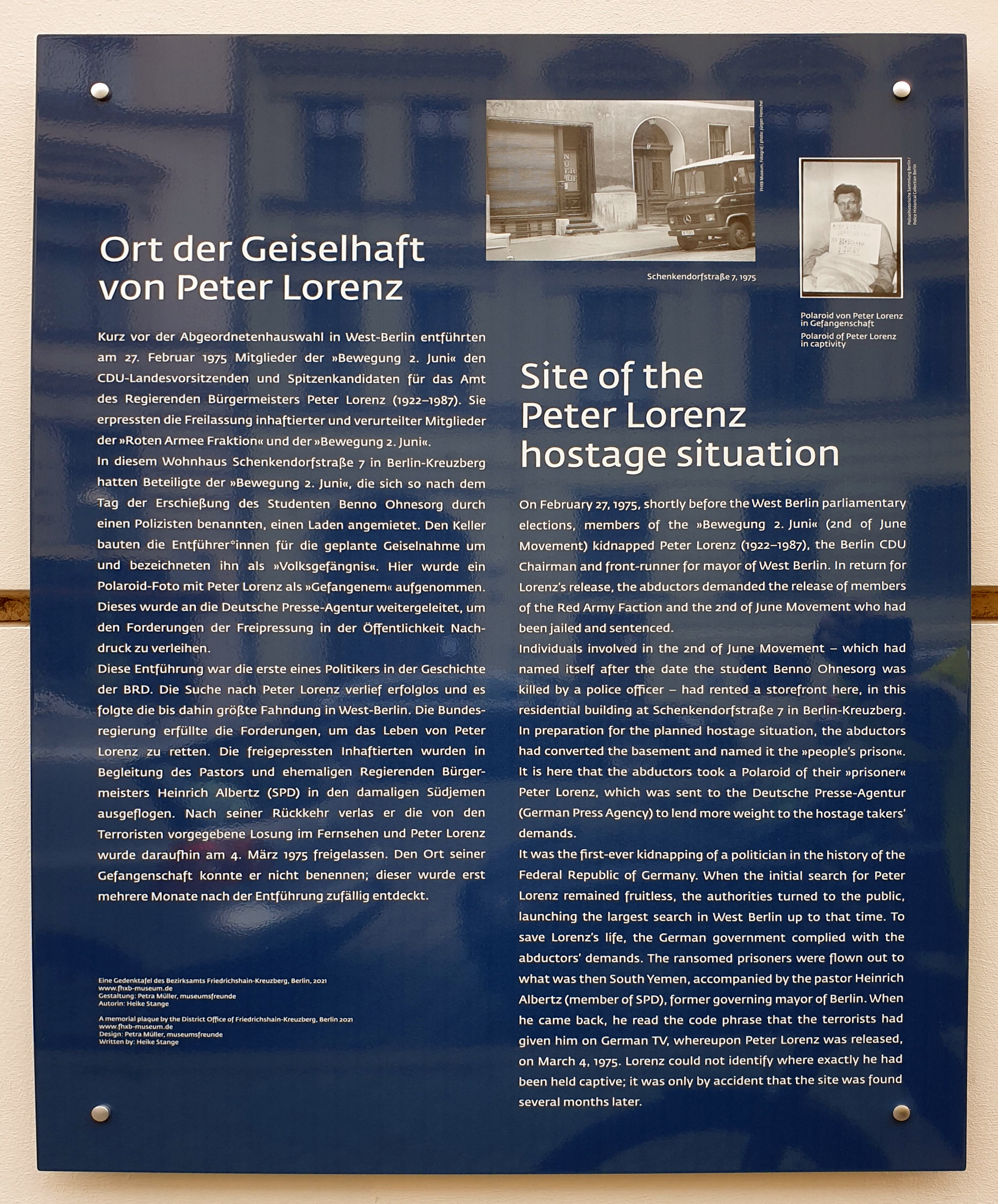
Gedenktafel am Haus, Schenkendorfstraße 7, in Berlin-Kreuzberg

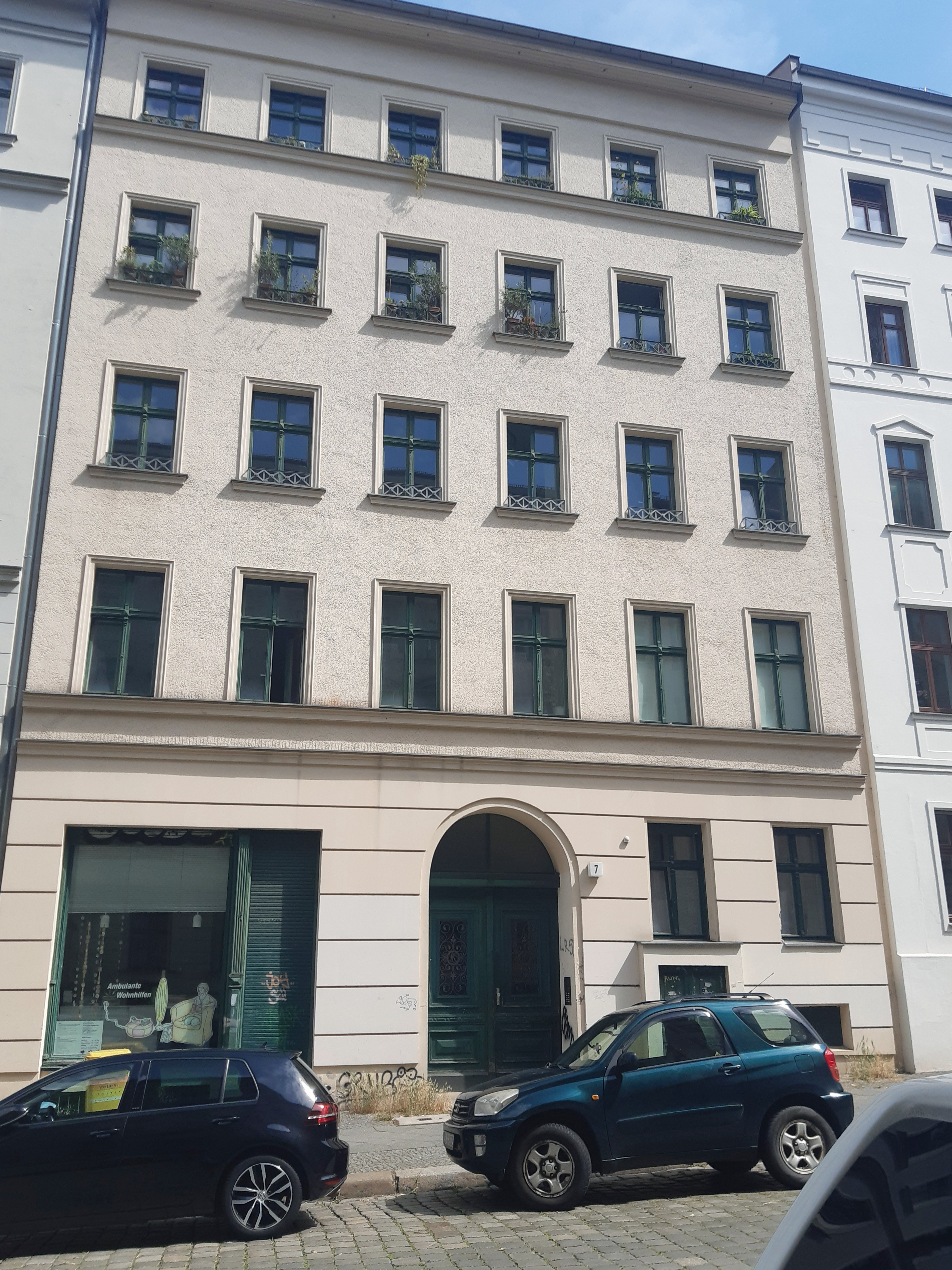
Schenkendorfstraße 7. Im Keller unter dem Ladengeschäft wurde Lorenz gefangen gehalten.

Am 27. Februar 1975, drei Tage vor der Wahl zum Berliner Abgeordnetenhaus, bei der Peter Lorenz zum zweiten Mal als Spitzenkandidat der Berliner CDU antrat, wurde er von Mitgliedern der Bewegung 2. Juni entführt und dann fünf Tage als Geisel festgehalten. Unmittelbar an der Entführung beteiligt waren die Terroristen Inge Viett, Ralf Reinders, Till Meyer, Ronald Fritzsch, Gabriele Rollnik, Andreas Vogel und Gerald Klöpper. Es handelte sich um die erste Entführung eines Politikers durch Terroristen in der Geschichte der Bundesrepublik Deutschland.
Peter Lorenz wurde morgens von seinem Fahrer Werner Sowa an seinem Wohnhaus in Berlin-Zehlendorf abgeholt, kurze Zeit später geriet der Dienstwagen an der Ecke Quermatenweg/Ithweg (52° 27′ 10,1″ N, 13° 14′ 39,5″ O) in einen fingierten Verkehrsunfall. Die enge Kreuzung wurde plötzlich durch einen aus dem Ithweg kommenden Lastwagen versperrt, sodass Sowa scharf bremsen musste. Daraufhin fuhr scheinbar unbeabsichtigt Inge Viett in einem roten Fiat 124 Special auf den Wagen von Lorenz auf. Till Meyer, als Straßenfeger verkleidet, schlug zunächst den Fahrer Sowa auf der Straße nieder und hielt dann diesen sowie Passanten und Anwohner mit einer Maschinenpistole zurück. Währenddessen stürzten sich mehrere andere Terroristen auf den noch im Wagen sitzenden Lorenz, der sich zunächst heftig wehrte und dabei die Windschutzscheibe des Wagens eintrat. Die Angreifer spritzten ihm ein Neuroleptikum mit dem Ziel, ihn zu betäuben, und bedrohten ihn mit dem Verweis auf den wenige Monate zuvor ermordeten Berliner Kammergerichtspräsidenten Günter von Drenkmann.
Die Entführer wechselten nach kurzer Fahrt mit dem Dienstwagen das Fahrzeug, Lorenz wurde in den Kofferraum gesperrt. Dann zwangen sie Lorenz in eine auf einem Kastenwagen stehende Holzkiste und verfrachteten die Kiste mit dem Entführten schließlich in einen Kellerraum des Hauses Schenkendorfstraße 7 (eine kurze Stichstraße an der Bergmannstrasse) in Berlin-Kreuzberg. Die Bewegung 2. Juni hatte den dort ansässigen Secondhand-Laden zur Tarnung angemietet. Die Entführer bezeichneten das Versteck als „Volksgefängnis“, es wurde erst acht Monate nach Lorenz’ Freilassung von der Polizei entdeckt.
Kurz nach Bekanntwerden der Entführung beschloss ein vom Regierenden Bürgermeister Klaus Schütz einberufener überparteilicher Krisenstab, den Wahlkampf abzubrechen, an dem Wahltermin drei Tage später aber festzuhalten.
Am nächsten Tag bekannte sich die Bewegung 2. Juni in einer Mitteilung an die Deutsche Presse-Agentur zur Tat. Die Entführer verlangten vor allem, dass sechs inhaftierte Terroristen der Roten Armee Fraktion und der Bewegung 2. Juni (Horst Mahler, Verena Becker, Gabriele Kröcher-Tiedemann, Ingrid Siepmann, Rolf Heißler und Rolf Pohle) innerhalb von drei Tagen freigelassen und in ein Land ihrer Wahl unter Begleitung von Ex-Bürgermeister Pfarrer Heinrich Albertz (SPD) ausgeflogen werden. Der Mitteilung lag ein Polaroid-Foto bei, das Lorenz mit einem Plakat zeigte: „Gefangener der Bewegung 2. Juni“. Die Entführer legitimierten die Auswahl ihres Opfers mit den Worten, Lorenz sei ein „Vertreter der Reaktionäre und der Bonzen, verantwortlich für Akkordhetze und Bespitzelung am Arbeitsplatz“.
In dem von der Bundesregierung (Kabinett Schmidt I) initiierten Krisenstab in Bonn, dem auch führende Oppositionspolitiker angehörten, vertraten vor allem der Regierende Bürgermeister Klaus Schütz und Helmut Kohl (CDU) die Auffassung, Lorenz’ Unversehrtheit seien alle anderen Erwägungen unterzuordnen. Bundeskanzler Helmut Schmidt (SPD) war dagegen „ablehnend gestimmt“. Schließlich entschloss sich die Bundesregierung, auf die Forderungen der Entführer einzugehen.
Bis auf Mahler, der einen Austausch abgelehnt hatte, wurden die fünf Freigepressten aus den verschiedenen Haftanstalten nach Frankfurt am Main gebracht. Am Morgen des 3. März 1975 hob eine Boeing 707 mit ihnen und Heinrich Albertz an Bord ab, wobei die Besatzung der Lufthansa-Maschine nicht den Zielort kannte. Die Terroristen forderten schließlich die Landung in Aden, Hauptstadt der sozialistischen Volksrepublik Südjemen, und erhielten am Folgetag dort die Erlaubnis, das Flugzeug zu verlassen. Albertz flog zurück nach Deutschland und verlas um 18:15 Uhr eine von den Terroristen verfasste Erklärung, die die von den Entführern festgelegte Losung „So ein Tag, so wunderschön wie heute“ enthielt. Peter Lorenz wurde daraufhin am Abend mit verbundenen Augen zum Volkspark Wilmersdorf gebracht und dort freigelassen.
Lorenz äußerte sich das einzige Mal öffentlich bei einer Pressekonferenz am 5. März 1975 zu der Entführung.
Nach der Freilassung veröffentlichte die Bewegung 2. Juni eine Rechtfertigungserklärung in einer Auflage von 30.000 Stück, die von Sympathisanten in Berlin verteilt wurde.
Bei der Wahl vom 2. März war die CDU mit 43,9 % der Stimmen erstmals stärkste Partei geworden. Regierender Bürgermeister blieb jedoch der bisherige Amtsinhaber Klaus Schütz, der eine sozialliberale Koalition führte. Die parlamentarisch-politische Aufarbeitung fand im Rahmen der Bundestagsdebatte vom 13. März 1975 statt.
Nach einem langwierigen gerichtlichen Verfahren wurden im Oktober 1980 Ralf Reinders, Ronald Fritzsch, Gerald Klöpper, Andreas Vogel und Till Meyer zu langjährigen Haftstrafen verurteilt.
Die Entführung von Peter Lorenz war der einzige erfolgreiche Versuch der Bewegung 2. Juni, Strafgefangene für eine Geisel auszutauschen. Die Tatsache, dass einige der freigelassenen Gefangenen später wieder terroristisch aktiv waren und Menschen ermordeten, bestärkte die Bundesregierungen, nicht noch einmal den Forderungen von Entführern bedingungslos nachzugeben.

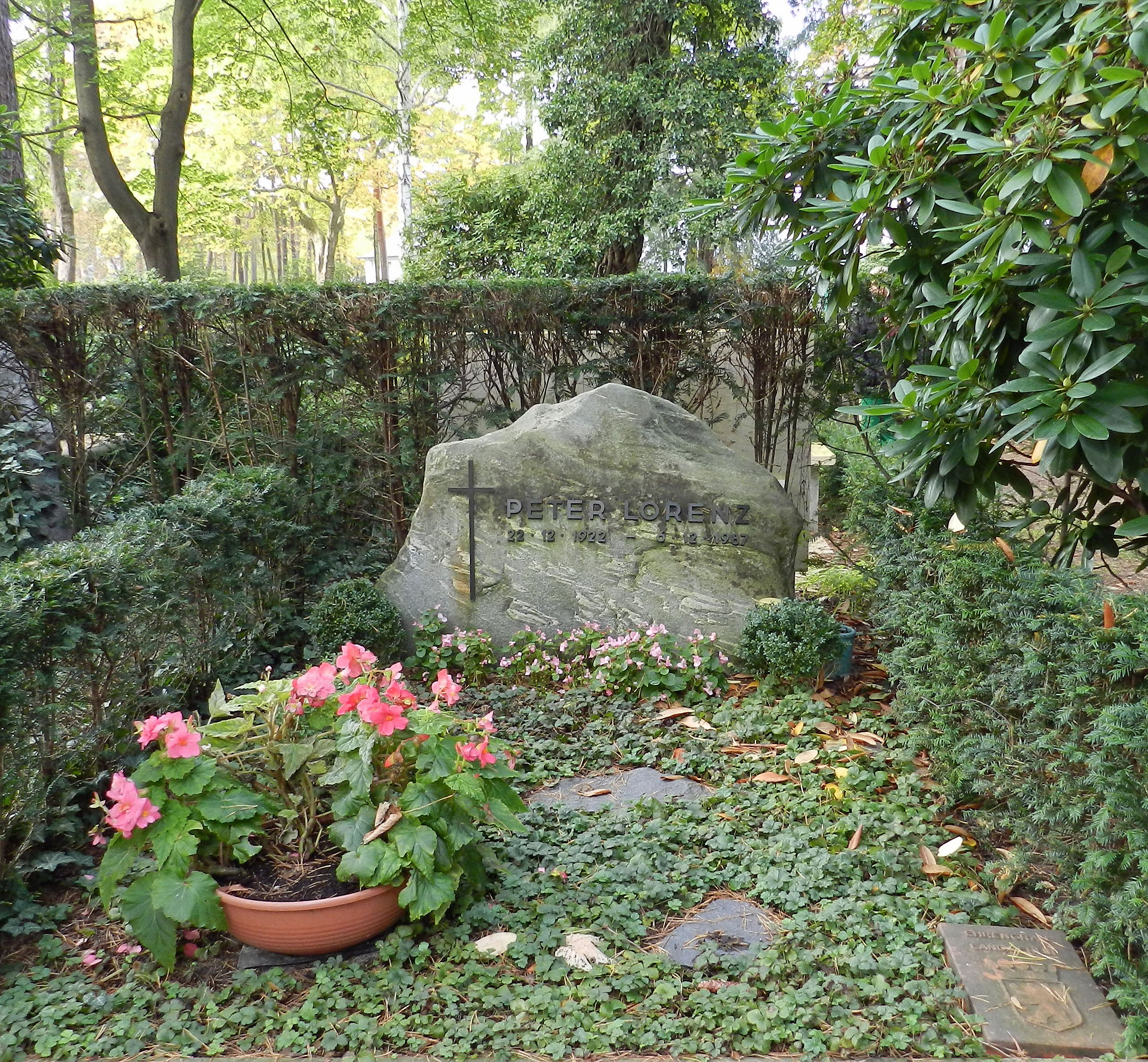
Grabstätte

Für Peter Lorenz selbst wurde die Entführung zu einer traumatisierenden Erfahrung. Nach Einschätzung Helmut Kohls sei dieser nach der Entführung „nie wieder der Alte gewesen“.
Am 28. Oktober 2019 wurde am Entführungsort, Berlin-Zehlendorf, Quermatenweg Ecke Ithweg, eine Gedenkstele enthüllt.

## Ehrung
- 1982: Ernst-Reuter-Plakette des Landes Berlin